# Премія НАН України імені А. І. Кіпріанова
Премія НАН України імені Андрія Івановича Кіпріанова — премія, встановлена НАН України за видатні наукові роботи в галузі органічної хімії, хімії високомолекулярних сполук та хімічної технології.
Премію засновано 1987 року постановою Ради Міністрів УРСР від 28.01.1987 № 25 та постановою Президії АН УРСР від 20.02.1987 № 68 та названо на честь видатного українського хіміка-органіка, академіка АН УРСР Андрія Івановича Кіпріанова.
Починаючи з 2007 року премію імені А. І. Кіпріанова присуджує Відділення хімії НАН України щотри роки.
Перша премія імені А. І. Кіпріанова була присуджена у 1988 році за підсумками конкурсу 1987 року.

## Лауреати премії
| Рік  | Премійовані роботи | Лауреати                         | Коротко про лауреата |
| ---- | --- | -------------------------------- | --- |
| 1987 | Цикл робіт «Поліметинові барвники для фотографічних засобів реєстрації інформації»                                                                                                  | Дядюша Георгій Глібович          | кандидат хімічних наук, старший науковий співробітник Інституту органічної хімії АН УРСР |
| 1987 | Цикл робіт «Поліметинові барвники для фотографічних засобів реєстрації інформації»                                                                                                  | Сломінський Юрій Леонідович      | кандидат хімічних наук, науковий співробітник Інституту органічної хімії АН УРСР |
| 1987 | Цикл робіт «Поліметинові барвники для фотографічних засобів реєстрації інформації»                                                                                                  | Толмачов Олександр Володимирович | кандидат фізико-математичних наук, науковий співробітник директора Інституту монокристалів АН УРСР                                                                                           |
| 1988 | Цикл робіт «Р-гетерозаміщені іліди фосфору» | Колодяжний Олег Іванович         | доктор хімічних наук, старший науковий співробітник Інституту біоорганічної хімії та нафтохімії АН УРСР                                                                                      |
| 1988 | Цикл робіт «Р-гетерозаміщені іліди фосфору» | Кухар Валерій Павлович           | академік НАН України, директор Інституту біоорганічної хімії та нафтохімії АН УРСР |
| 1989 | Цикл робіт «Органічні люмінофори з двома флуорофорними угрупуваннями (біофлуорофори)»                                                                                               | Красовицький Борис Маркович      | професор, доктор хімічних наук, завідувач лабораторії органічного синтезу Всесоюзного інституту монокристалів, сцинтиляційних матеріалів і особливо чистих хімічних речовин                  |
| 1990 | Цикл робіт «Композиції, що фотополімеризуються, та полімерні матеріали на основі уретанвмісних олігомерів»                                                                          | Грищенко Володимир Костянтинович | кандидат хімічних наук, старший науковий співробітник Інституту хімії високомолекулярних сполук АН УРСР                                                                                      |
| 1990 | Цикл робіт «Композиції, що фотополімеризуються, та полімерні матеріали на основі уретанвмісних олігомерів»                                                                          | Гудзера Сергій Сергійович        | кандидат хімічних наук, директор дослідного виробництва Інституту хімії високомолекулярних сполук АН УРСР                                                                                    |
| 1990 | Цикл робіт «Композиції, що фотополімеризуються, та полімерні матеріали на основі уретанвмісних олігомерів»                                                                          | Маслюк Анатолій Федорович        | доктор хімічних наук, головний науковий співробітник відділу олігомерів Інституту хімії високомолекулярних сполук АН УРСР                                                                    |
| 1993 | Монографія «Ароматичні та гетероциклічні сполуки з фторвмісними замісниками» | Ягупольський Лев Мусійович       | доктор хімічних наук, професор, головний науковий співробітник Інституту органічної хімії НАН України                                                                                        |
| 1994 | Серія праць «Синтез та реакційна здатність сполук ряду ізоіндолу та ізохіноліну» | Бабичев Федір Семенович          | академік НАН України |
| 1994 | Серія праць «Синтез та реакційна здатність сполук ряду ізоіндолу та ізохіноліну» | Кисіль В'ячеслав Михайлович      | науковий співробітник відділу № 50 Дослідження та атестації матеріалів ракетно-космічної техніки Інституту проблем матеріалознавства ім. І. М. Францевича Національної академії наук України |
| 1994 | Серія праць «Синтез та реакційна здатність сполук ряду ізоіндолу та ізохіноліну» | Ковтуненко Володимир Олексійович | доктор хімічних наук, професор кафедри органічної хімії Київського державного університету імені Тараса Шевченка                                                                             |
| 1995 | Серія праць «Структурно-хімічна модифікація еластомерів» | Керча Юрій Юрійович              | член-кореспондентНАН України, заступник директора Інституту хімії високомолекулярних сполук НАН України                                                                                      |
| 1995 | Серія праць «Структурно-хімічна модифікація еластомерів» | Онищенко Зоя Василівна           | доктор технічних наук, завідувачка кафедри хімії та технології переробки еластомерів Українського державного хіміко-технологічного університету                                              |
| 1995 | Серія праць «Структурно-хімічна модифікація еластомерів» | Шелковникова Людмила Абрамівна   | |
| 1996 | Робота «Будова та спектрально-люмінесцентні властивості поліметинових барвників» | Іщенко Олександр Олександрович   | доктор хімічних наук, науковий співробітник відділу кольору і будови органічних сполук Інституту органічної хімії НАН України                                                                |
| 1997 | Робота «Сплави лінійних та сітчастих полімерів» | Ліпатов Юрій Сергійович          | академік НАН України, завідувач відділу фізикохімії полімерів Інституту хімії високомолекулярних сполук НАН України                                                                          |
| 1999 | Робота «Електрохімічно ініційовані трансформації макромолекул» | Пуд Олександр Аркадійович        | кандидат хімічних наук, науковий співробітник відділу № 16 хімії функціональних матеріалів Інституту біоорганічної хімії та нафтохімії НАН України                                           |
| 1999 | Робота «Електрохімічно ініційовані трансформації макромолекул» | Шаповал Галина Сергіївна         | доктор хімічних наук, професор, провідний науковий співробітник відділу № 16 хімії функціональних матеріалів Інституту біоорганічної хімії та нафтохімії НАН України                         |
| 2001 | Цикл наукових праць «Полімерна хімія» | Гетьманчук Юрій Петрович         | доктор хімічних наук, професор Київського національного університету імені Тараса Шевченка                                                                                                   |
| 2003 | Цикл наукових праць «Нові напрямки синтезу функціонально заміщених гетероциклів та карбоциклів»                                                                                     | Лозинський Мирон Онуфрійович     | академік НАН України, директор Інституту органічної хімії НАН України |
| 2003 | Цикл наукових праць «Нові напрямки синтезу функціонально заміщених гетероциклів та карбоциклів»                                                                                     | Сергучов Юрій Олексійович        | доктор хімічних наук, професор, провідний науковий співробітник відділу № 4 механізмів органічних реакцій Інституту органічної хімії НАН України                                             |
| 2003 | Цикл наукових праць «Нові напрямки синтезу функціонально заміщених гетероциклів та карбоциклів»                                                                                     | Станінець Василь Іванович        | доктор хімічних наук, професор, провідний науковий співробітник відділу № 4 механізмів органічних реакцій Інституту органічної хімії НАН України                                             |
| 2005 | Цикл наукових праць «Стабільні карбени та протокарбенові сполуки» | Короткіх Микола Іванович         | доктор хімічних наук, професор, завідувач відділу № 5 хімії фосфоранів Інституту органічної хімії НАН України                                                                                |
| 2005 | Цикл наукових праць «Стабільні карбени та протокарбенові сполуки» | Швайка Олексій Павлович          | доктор хімічних наук, професор, науковий співробітник відділу № 5 хімії фосфоранів Інституту органічної хімії НАН України                                                                    |
| 2007 | Цикл наукових праць «Синтез, структура і властивості органо-неорганічних полімерних систем»                                                                                         | Лебедєв Євген Вікторович         | академік НАН України, директор Інституту хімії високомолекулярних сполук НАН України |
| 2007 | Цикл наукових праць «Синтез, структура і властивості органо-неорганічних полімерних систем»                                                                                         | Мамуня Євген Петрович            | доктор фізико-математичних наук, провідний науковий співробітник Інституту хімії високомолекулярних сполук НАН України                                                                       |
| 2010 | Цикл наукових праць «Снотворний і анксіолітичний засіб левана (циназепам). Розробка, властивості, впровадження»                                                                     | Андронаті Сергій Андрійович      | академік НАН України, директор Фізико-хімічного інституту ім. О. В. Богатського НАН України                                                                                                  |
| 2010 | Цикл наукових праць «Снотворний і анксіолітичний засіб левана (циназепам). Розробка, властивості, впровадження»                                                                     | Головенко Микола Якович          | академік НАМН України, завідувач відділу Фізико-хімічного інституту ім. О. В. Богатського НАН України                                                                                        |
| 2010 | Цикл наукових праць «Снотворний і анксіолітичний засіб левана (циназепам). Розробка, властивості, впровадження»                                                                     | Редер Анатолій Семенович         | кандидат хімічних наук, Генеральний директор Товариства з додатковою відповідальністю «Інтерхім»                                                                                             |
| 2013 | за цикл праць «Конденсовані гетероциклічні системи — синтетичні аналоги природних біоактивних сполук»                                                                               | Хиля Володимир Петрович          | член-кореспондент НАН України, професор Київського національного університету імені Тараса Шевченка                                                                                          |
| 2013 | за цикл праць «Конденсовані гетероциклічні системи — синтетичні аналоги природних біоактивних сполук»                                                                               | Воловенко Юліан Михайлович       | професор Київського національного університету імені Тараса Шевченка |
| 2016 | Цикл праць «Молекулярний дизайн частково гідрованих та конденсованих азинових та азепінових систем»                                                                                 | Вовк Михайло Володимирович       | доктор хімічних наук, заступник директора Інституту органічної хімії НАН України |
| 2016 | Цикл праць «Молекулярний дизайн частково гідрованих та конденсованих азинових та азепінових систем»                                                                                 | Сукач Володимир Андрійович       | кандидат хімічних наук, старший науковий співробітник Інституту органічної хімії НАН України                                                                                                 |
| 2016 | Цикл праць «Молекулярний дизайн частково гідрованих та конденсованих азинових та азепінових систем»                                                                                 | Васькевич Руслан Іванович        | кандидат хімічних наук, старший науковий співробітник Інституту органічної хімії НАН України                                                                                                 |
| 2019 | Цикл праць «Створення методів синтезу і дослідження хімічних властивостей фторовмісних гетероциклічних сполук нових типів — потенційних засобів для лікування вірусних захворювань» | Шермолович Юрій Григорович       | доктор хімічних наук, заступник директора Інституту органічної хімії НАН України |
| 2019 | Цикл праць «Створення методів синтезу і дослідження хімічних властивостей фторовмісних гетероциклічних сполук нових типів — потенційних засобів для лікування вірусних захворювань» | Тимошенко Вадим Михайлович       | доктор хімічних наук, провідний науковий співробітник Інституту органічної хімії НАН України                                                                                                 |
| 2019 | Цикл праць «Створення методів синтезу і дослідження хімічних властивостей фторовмісних гетероциклічних сполук нових типів — потенційних засобів для лікування вірусних захворювань» | Сірий Сергій Андрійович          | кандидат хімічних наук, старший науковий співробітник Інституту органічної хімії НАН України                                                                                                 |